# Anaphela luctifera
Anaphela luctifera är en fjärilsart som beskrevs av Walker 1855. Anaphela luctifera ingår i släktet Anaphela och familjen björnspinnare. Inga underarter finns listade i Catalogue of Life.